# معصومه کریمی
معصومه کریمی (زاده ۲۷ آذر ۱۳۵۳) بازیگر ایرانی است. او با ایفای نقش سارا همسر بهروز پیرپکاجکی در سریال تلویزیونی زیر آسمان شهر به شهرت رسید و با بازی در نمایش و چند داستان دیگر جایزهٔ بهترین بازیگر نقش اول زن را از سی‌وششمین جشنواره تئاتر فجر گرفت.

## فیلم‌شناسی

### تئاتر
- آخرین مردان قبیله
- امشب باید بمیرم
- خانه پاکیزه
- دولت ضعیفه
- و چند داستان دیگر

### تلویزیون
- ۱۳۷۲ پرواز ۵۷ (مهران مدیری)
- ۱۳۷۳ ساعت خوش (مهران مدیری)
- ۱۳۷۴ سال خوش (مهران مدیری)
- ۱۳۷۴ در پناه تو (حمید لبخنده)
- ۱۳۷۵ راز تنهایی (محمود رضایی)
- ۱۳۷۶ سفر سفر (بهروز طاهری)
- ۱۳۷۷ مسافر شهر قصه‌ها (رسول بابارضا)
- ۱۳۷۷ عروسک کنجکاو
- ۱۳۷۷ خواستگاری مرد هزاره
- ۱۳۷۷ ارتباطات مؤثر
- ۱۳۷۷ خشت اول (حسین احمدی)
- ۱۳۷۹ زیر آسمان شهر (مهران غفوریان)
- ۱۳۸۰ نغمه‌های باران (محسن عظیمی نیا)
- ۱۳۸۱ خاتون (فیاض موسوی)
- ۱۳۸۳ دوباره زندگی (نادر مقدس)
- ۱۳۸۴ شبکه سه و نیم (داریوش کاردان)
- ۱۳۸۷ آخرین غزل (نادر برهانی مرند)
- ۱۳۸۷ دفتر مشق (کریم سربخش)
- ۱۳۸۹ ملکوت (محمدرضا آهنج)
- ۱۳۹۵ در قصه‌ها‌ زندگی می‌کنند (داوود بیدل)
- ۱۳۹۵ دوردست‌ها (جواد ارشاد)

### سینما
- جاده عشق – ۱۳۷۲
- هبوط – ۱۳۷۲
- دیدار – ۱۳۷۲
- روز شیطان – ۱۳۷۴ – ۱۳۷۳
- اشک و لبخند – ۱۳۷۴